# Фабер, Крышан Бедрих
Кры́шан Бе́дрих Фа́бер, немецкий вариант — Кристоф Фридрих Фабер (в.-луж. Kryšan Bjedrich Faber, нем.  Christoph Friedrich Faber, 19 ноября 1682 года, деревня Буков, Лужица — 9 апреля 1748 года, деревня Клюкш, Лужица) — лютеранский священнослужитель, лужицкий писатель и библиограф, автор книг религиозного характера: «Cyrkwine modlitby» (1719), «Krásna wobrada božeho dźěća» (1725); перевёл: «Mala biblija, to je sto a štyri bibliske historije» (1723, 2 изд. 1790); «Maederjanske krόtke roswučenje k sboźnosći» (1736); «Swjate ćerpienje Jěsusa Krysta po Lukašu» (1745). Собирал верхнелужицкие книги и напечатал первый их список.
Родился в 1682 году в серболужицкой деревне Буков в семье лютеранского пастора. Окончил гимназию в Будишине. С 1703 года изучал лютеранское богословие в Лейпциге. С 1710 по 1731 года — дьякон лютеранской общины в деревне Клюкш, где служил его отец, после смерти которого наследовал место настоятеля. Служил священником в этой деревне до своей кончины.
Собирал книги на лужицких языках. В 1744 году описал в одном из немецкоязычных журналах свою библиотеку из 50 книг. В 1946 году выпустил сочинение «Verzeichnis aller edierten wendischen Schriften des oberlausitz-budissinischen-camenzischen und löbauischen Kreises nebst kurzen Anmerkungen, welche alle zusammen colligiret und besitzet Christoph Friedrich Faber», которое стало вторым известным библиографическим сборником серболужицких изданий после сочинения «Die unbekannten Wohltaten Gottes in den beiden Markgraftümern Ober- und Niederlausitz» Христиана Гербера, изданного в 1720 году.
В конце своей жизни подарил своё книжное собрание городской библиотеке Будишина. Издал несколько собственных церковных сочинений.

## Источник
- Фабер, Кристоф-Фридрих // Энциклопедический словарь Брокгауза и Ефрона : в 86 т. (82 т. и 4 доп.). — СПб., 1890—1907.